# Новое Андиберево
Новое Андиберево (чув. Çӗнӗ Эйпеç) — деревня в Яльчикском районе Чувашской Республики России. Входит в состав Лащ-Таябинского сельского поселения.

## География
Деревня находится в юго-восточной части Чувашии, в пределах Чувашского плато, в зоне хвойно-широколиственных лесов, вблизи истока реки Уташ, на расстоянии примерно 11 километров (по прямой) к юго-юго-западу от села Яльчики, административного центра района. Абсолютная высота — 138 метров над уровнем моря.

### Климат
Климат характеризуется как умеренно континентальный, с продолжительной морозной зимой и тёплым летом. Среднегодовая температура воздуха — 3,1 °С. Средняя температура воздуха самого тёплого месяца (июля) — 18,7 °C (абсолютный максимум — 37 °C); самого холодного (января) — −12,3 °C (абсолютный минимум — −42 °C). Безморозный период длится около 142 дней. Среднегодовое количество атмосферных осадков составляет 530 мм, из которых большая часть выпадает в тёплый период. Снежный покров держится в течение 147 дней.

## История
Основана в 1864–1867 годах выходцами из села Байглычево. В период коллективизации был образован колхоз им. Ча¬паева. Здесь было учтено: в 1884 – 51 двор, 319 человек, 1897 – 379 жителей, в 1926 – 105 дворов, 537 человек; 1939 – 145 дворов, 671 человек, 1979 –578 человек. В 2002 году учтено 138 дворов, 2010 – 101  домохозяйство.

### Часовой пояс
Деревня Новое Андиберево, как и вся Чувашия, находится в часовой зоне МСК (московское время). Смещение применяемого времени относительно UTC составляет +3:00.

## Население
| 2007 | 2010 | 2012 |
| ---- | ---- | ---- |
| 334  | ↘274 | ↗336 |

### Половой состав
По данным Всероссийской переписи населения 2010 года в гендерной структуре населения мужчины составляли 49,6 %, женщины — соответственно 50,4 %.

### Национальный состав
Согласно результатам переписи 2002 года, в национальной структуре населения чуваши составляли 99 % из 329 чел.